# LG Optimus G
LG Optimus G (ретроспективно неофициально именуемый LG Optimus G1 или LG G1) — это смартфон, разработанный и производимый компанией LG Electronics. Смартфон был анонсирован 19 сентября 2012 года, а 18 января 2013 года. LG объявила, что продажи устройства достигли 1 миллиона через четыре месяца после его выпуска в Корее, Японии, Канаде и США. LG Optimus G также тесно связан с Nexus 4 с аналогичными характеристиками и похожим дизайном.

## Доступность

### Северная Америка

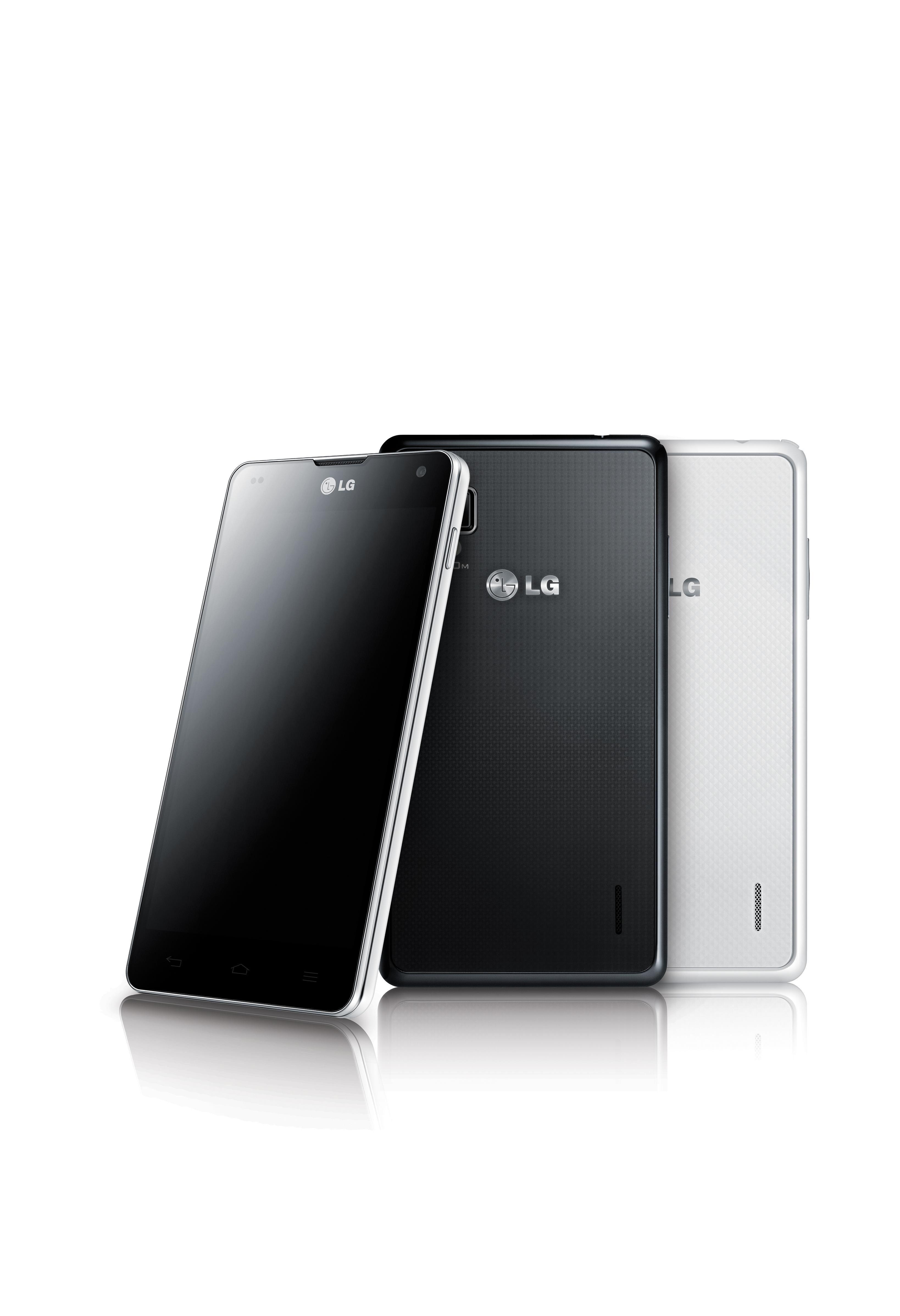
LG Optimus G (Чёрный)

В Соединенных Штатах Optimus G был доступен через AT&T и Sprint. AT&T предлагала модель E970 с 8-мегапиксельной камерой, а Sprint предлагала модель LS970, оснащенную 13-мегапиксельной камерой. Модель AT&T была единственной моделью Optimus G со слотом расширения памяти для карт памяти microSD. Эти модели были выпущены 2 ноября (AT&T) и 11 ноября (Sprint).
В Канаде LG Optimus G был доступен у трех основных операторов мобильной связи страны: Rogers Wireless, Bell Mobility и Telus Mobility, предлагая модели E971 и E973 соответственно. Rogers был единственным поставщиком в этой стране, который продавал Optimus G с поддержкой диапазона LTE 7 2600 МГц, в отличие от более распространенных частот AWS четвёртого диапозона и диапазона 17 700 МГц LTE, используемых другими операторами Северной Америки. Этот дополнительный спектр обеспечивает теоретическую скорость загрузки до 100 Мбит/с, где это возможно.

### Япония
В Японии LG Optimus G в настоящее время доступен в NTT DoCoMo как LG L-01E. Этот вариант Optimus G аналогичен модели E973 с дополнительными эксклюзивными функциями для Японии, такими как поддержка кошелька FeliCa, съемный аккумулятор, водонепроницаемое гидрофобное покрытие на всех компонентах и поддержка диапазона 1 2100 МГц LTE. Телефон также доступен в эксклюзивном красном цвете.

### Южная Корея
В Корее Optimus G в настоящее время доступен у SK Telecom, KT и LG U+ как LG F-180S/K/L. Этот вариант Optimus G является корейской моделью с дополнительными эксклюзивными функциями для Кореи, такими как поддержка T-DMB.

### Тайвань
На Тайване он продается как E975, но с небольшими отличиями.

### Индия
В Индии модель LG Optimus G имеет номер E975.

### Европа
В феврале 2013 года E975 был запущен в марте в Швеции, Франции, Германии, Италии, Дании и других неуказанных странах.

### Южная Америка
Версия, выпущенная для широкой публики в Бразилии и Чили, — это модель E977.

## Аппаратное обеспечение

### Размеры
Габаритные размеры моделей E973, E975, E977 и LS970 составляют 131,9 мм x 68,9 мм x 8,5 мм, тогда как модель E970 имеет размеры 130,8 мм x 71,6 мм x 8,4 мм. Модели E973, E977 и LS970 весят 144,9 грамма, тогда как модель E970 весит 147,1 грамма.

### Процессор
LG Optimus G — первое широко выпущенное устройство с процессором Qualcomm Snapdragon S4 Pro SoC. Qualcomm Snapdragon S4 APQ8064 SoC оснащен четырехъядерным процессором Krait с тактовой частотой 1,5 ГГц. Процессор основан на полупроводниковой технологии 28 нм с графическим процессором Adreno 320, работающим на частоте 400 МГц.

### Память
LG Optimus G имеет 2 ГБ оперативной памяти и 32 ГБ встроенной памяти без возможности расширения в моделях LS970 и E973. Однако AT&T предлагает модель E970 с 16 ГБ встроенной памяти, которую можно расширить с помощью карты microSD до 64 ГБ. Карта на 16 ГБ также входит в комплект поставки модели AT&T, Японии и Тайваня. Модель E975 имеет 32 ГБ встроенной памяти, из которых 25 ГБ доступны конечному пользователю.

### Экран
Телефон оснащен 4,7-дюймовым ЖК-дисплеем True HD IPS с разрешением 768x1280 и отображением 16 777 216 цветов при плотности пикселей 318 пикселей на дюйм. Экран защищен стеклом Corning Gorilla Glass 2. На задней панели телефона также есть стекло Gorilla Glass. Яркость экрана измерено около 470 нит (кд/м^2). Экран также оснащен технологией экрана, называемой сенсорным экраном с нулевым зазором.

### Камеры
В зависимости от рынка и оператора, LG Optimus G может иметь 8-мегапиксельную или 13-мегапиксельную камеру с задней подсветкой и одну светодиодную вспышку. В США модель AT&T оснащена 8-мегапиксельной камерой, а версия Sprint — 13-мегапиксельной камерой. Телефон также способен записывать видео FullHD 1080p со скоростью 30 кадров в секунду. Телефон также оснащен фронтальной камерой 1,3 Мп, способной записывать видео HD 720p со скоростью 30 кадров в секунду. Индийский LG Optimus G оснащен 13-мегапиксельной камерой. Камера поддерживает цифровой зум до 8-кратного увеличения. Модели Canadian Rogers (E971) и Telus/Bell (E973) также оснащены 8-мегапиксельной камерой.

### Батарея
LG Optimus G питается от стандартной литий-полимерной батареи емкостью 2100 мАч. Официальное время работы в режиме ожидания составляет 13,5 дней, а в режиме разговора 3G — 10 часов.[16]

## Функции и услуги программного обеспечения
LG Optimus G работает под управлением операционной системы Google Android 4.0 Ice Cream Sandwich с оболочкой LG Optimus UI 3.0. LG Optimus G поставляется со многими предустановленными приложениями для Android, включая Google Chrome, Gmail, YouTube, Google+ и Play Store. С тех пор большинство вариантов телефона были обновлены до Android 4.1 Jelly Bean, включая модели для США, модели для Канады, европейские модели и модель E975. Обновление Android 4.4.2 KitKat уже доступно для Optimus G в Южной Корее (май 2014)[19] и в Индии (июль 2014), а в других частях мира ожидается в августе–сентябре 2014 года.

## Критический прием
LG Optimus G получил в целом положительные отзывы. CNET оценил LG Optimus G как «несомненно лучший телефон, который когда-либо предлагала LG» с оценкой 8,3/10. Мобильный обозреватель GSMArena.com оценил его как «разработанный в соответствии с флагманскими стандартами и оснащенный новейшими портативными компьютерами».